# Encholirium longiflorum
Encholirium longiflorum är en gräsväxtart som beskrevs av Elton Martinez Carvalho Leme. Encholirium longiflorum ingår i släktet Encholirium och familjen Bromeliaceae. Inga underarter finns listade i Catalogue of Life.